# Johann Lukas von Hildebrandt
Johann Lucas von Hildebrandt (Génova, 14 de novembro de 1668 - Viena, 16 de novembro de 1745) foi um arquiteto e engenheiro militar barroco austríaco cuja influência foi marcante na arquitetura da Europa central e sudeste no século XVIII. As tipologias de edifícios que ele desenvolveu para igrejas paroquiais, capelas, vilas, pavilhões de jardim, palácios e casas foram amplamente imitadas, difundindo seus princípios arquitetônicos por toda a Europa e além do império Habsburgo.

## Vida
Nascido na Itália de pais alemães, Hildebrandt estudou arquitetura, planejamento urbano e engenharia militar em Roma. Ele ingressou no Exército Imperial Austríaco como engenheiro de fortificações e participou (1695-1696) de três campanhas no Piemonte sob o Príncipe Eugênio de Saboia, depois mudou-se para Viena e dedicou-se à arquitetura civil. Em 1700, foi nomeado engenheiro da corte e empregado como arquiteto pelo Príncipe Eugênio e outros aristocratas austríacos, em Viena, Salzburgo e sul da Alemanha.
Após a morte do arquiteto barroco Johann Fischer von Erlach, uma forte influência sobre Hildebrandt, este último tornou-se o principal arquiteto da corte. Os principais elementos de seu estilo foram derivados da era arquitetônica francesa de Luís XIV e de modelos barrocos tardios do norte da Itália, particularmente as paredes onduladas do arquiteto italiano Guarino Guarini. Ele tornou-se famoso por sua decoração arquitetônica, articulando a superfície de seus edifícios com efeitos quase pictóricos e introduzindo novos motivos de decoração.
Dentre as numerosas obras de Hildebrandt, algumas das mais destacadas são o Belvedere em Viena, residência de verão do Príncipe Eugênio de Saboia (1700-1723); o Castelo de Schönborn perto de Göllersdorf, a noroeste de Viena (1710-1717); o Palácio Mirabell (1721-1727) em Salzburgo; e a residência episcopal em Würzburg, na Alemanha (1729-1737).

## Galeria

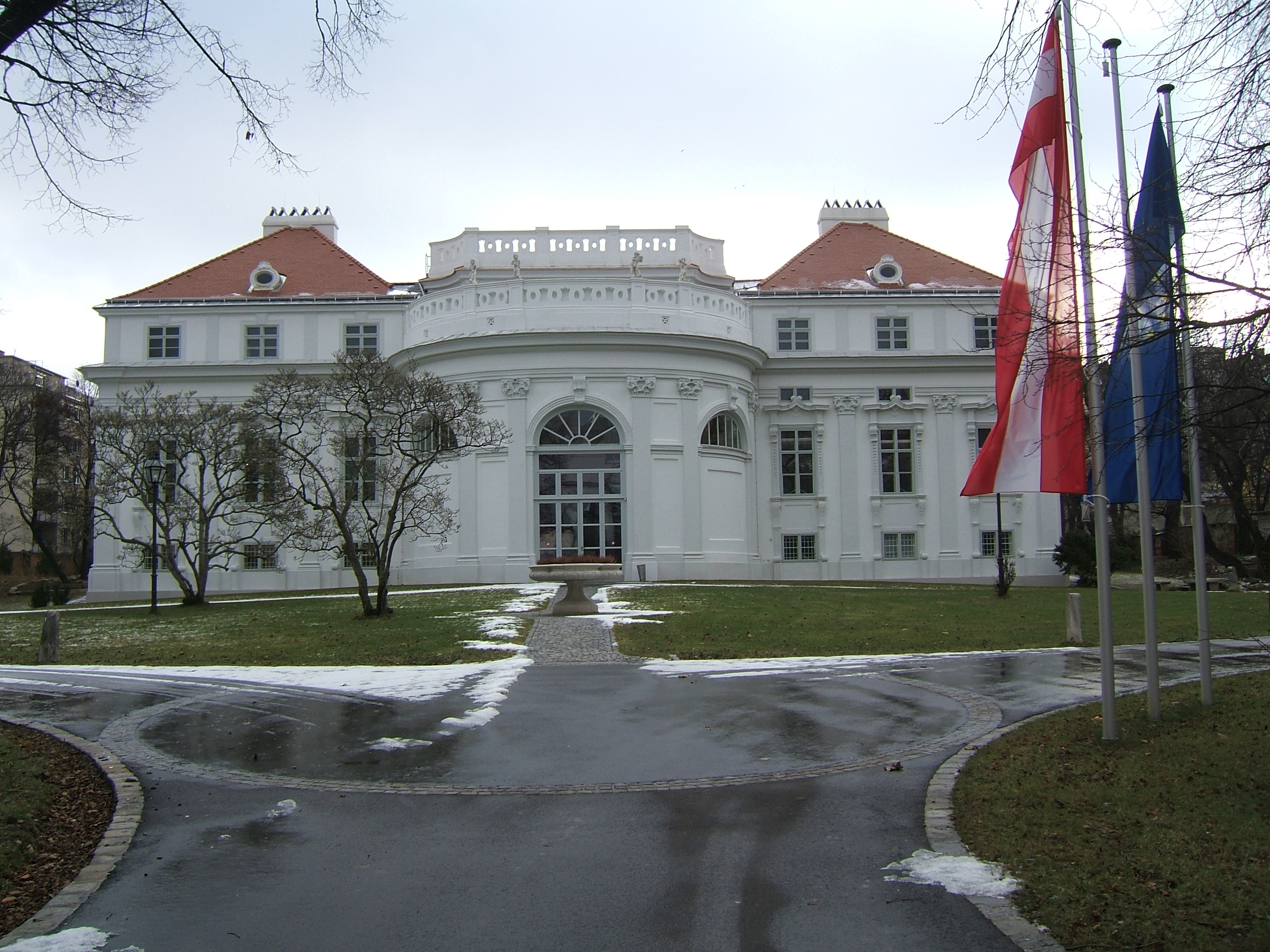
Palácio Schönburg-Rainergasse
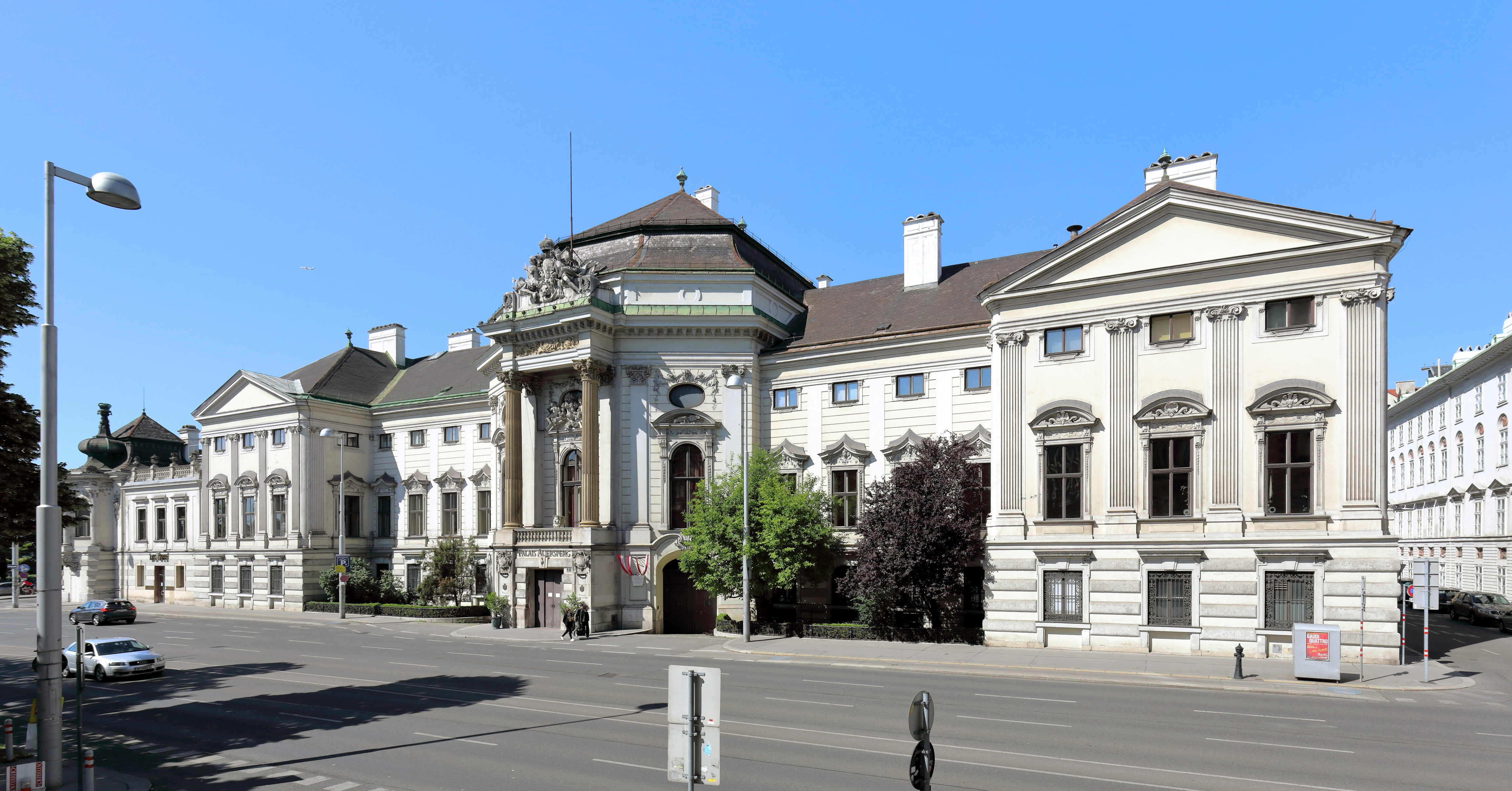
Palácio Auersperg
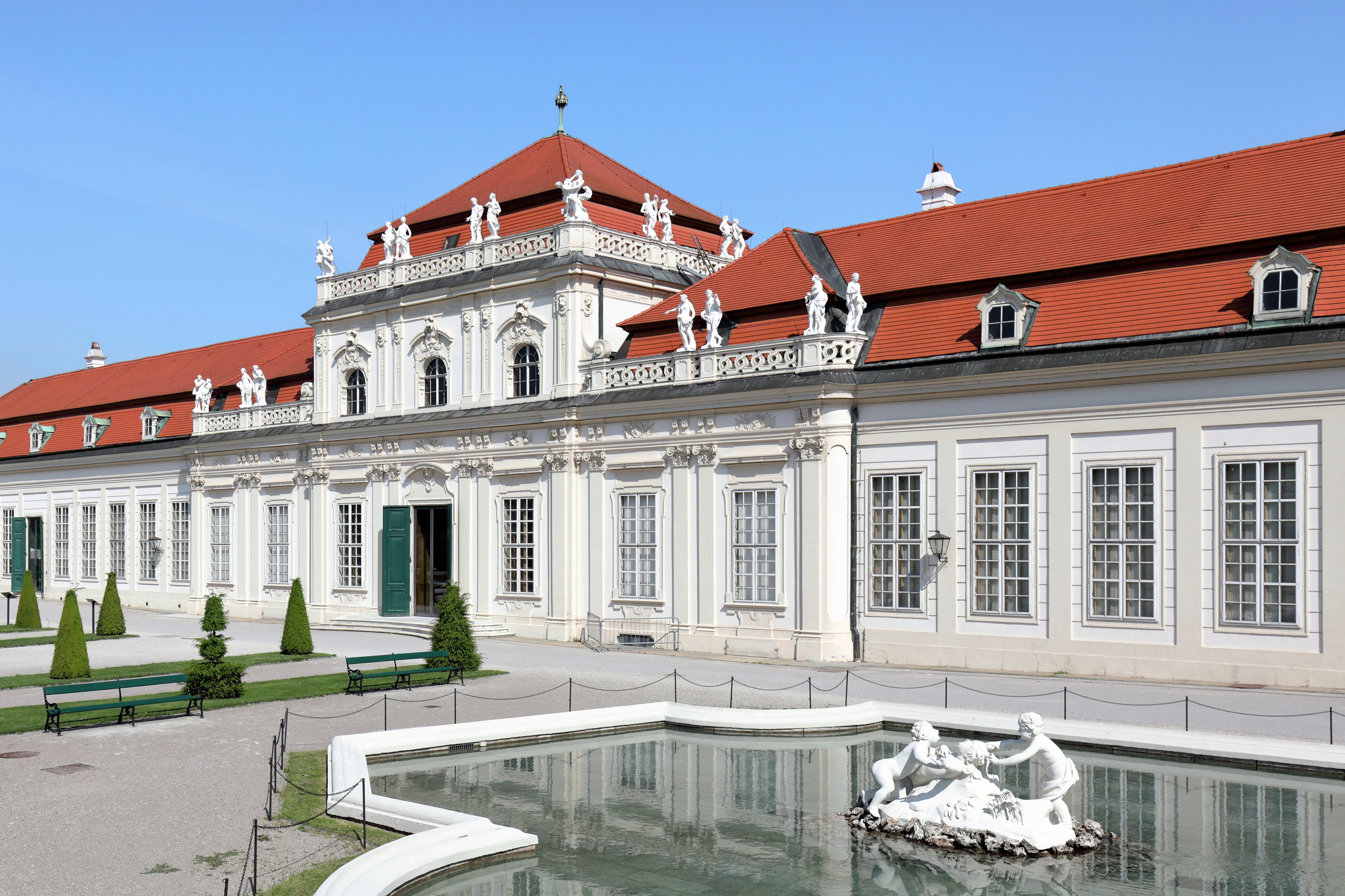
Belvedere
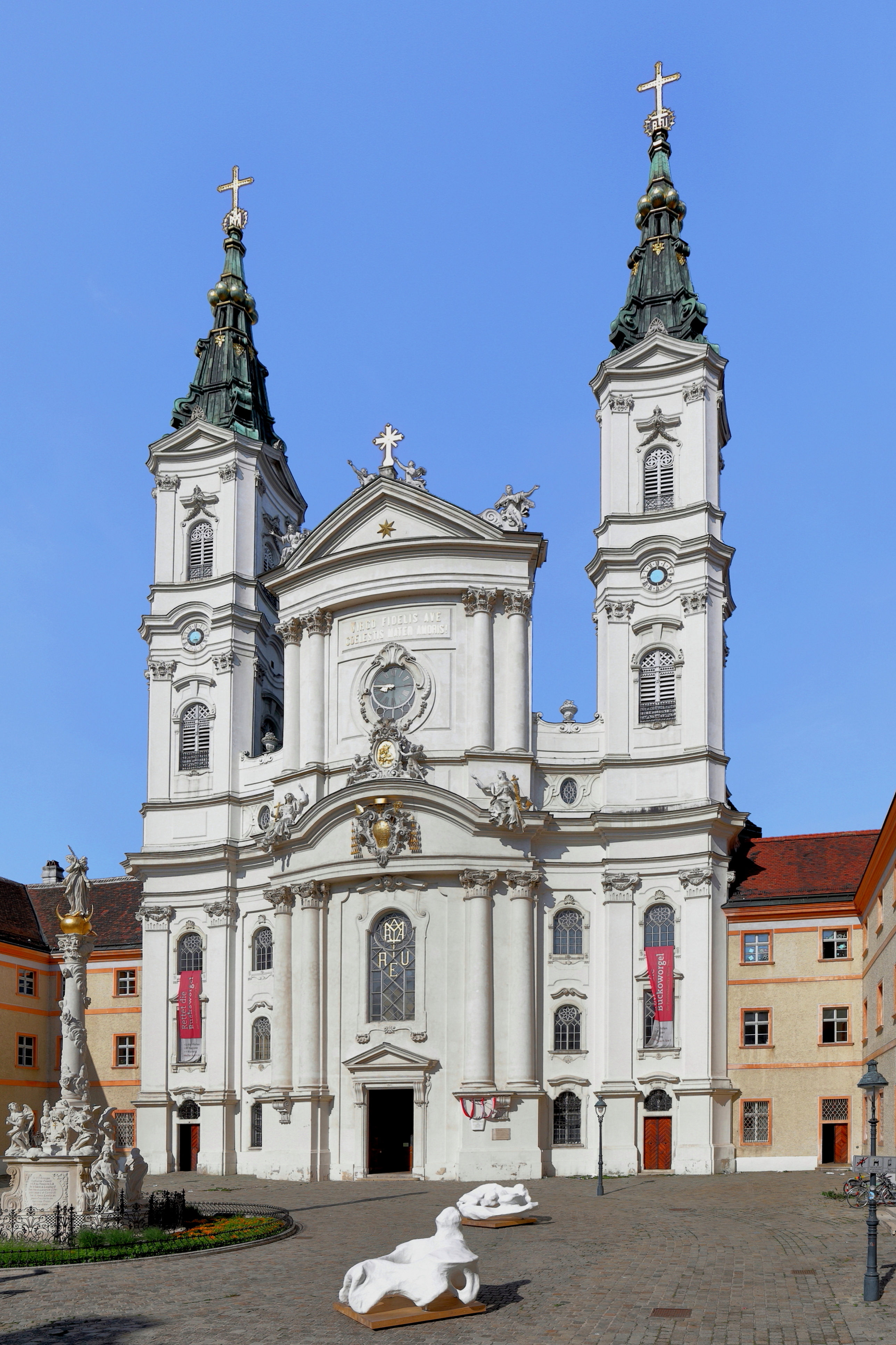
Igreja Piarista
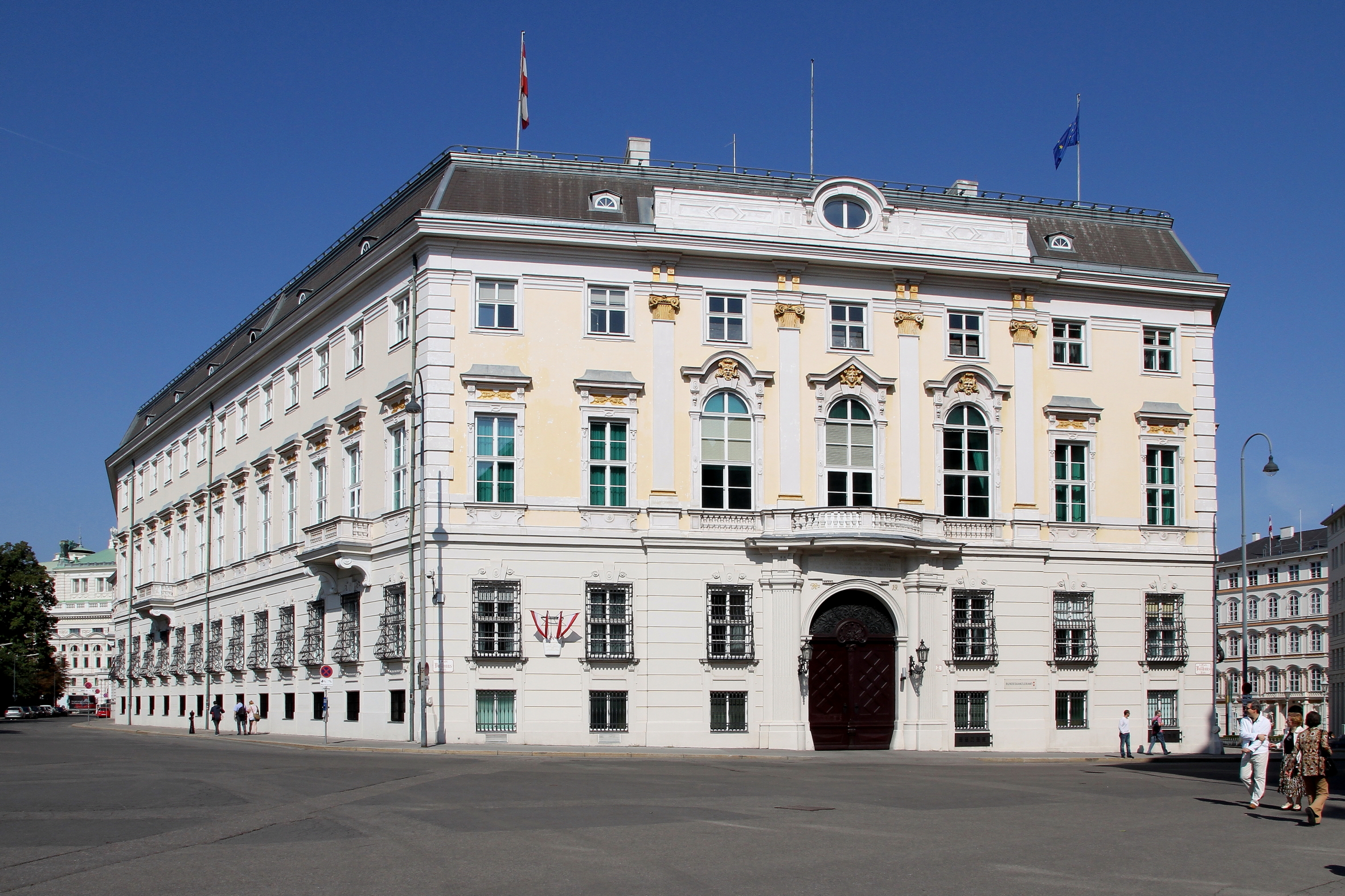
Bundeskanzleramt
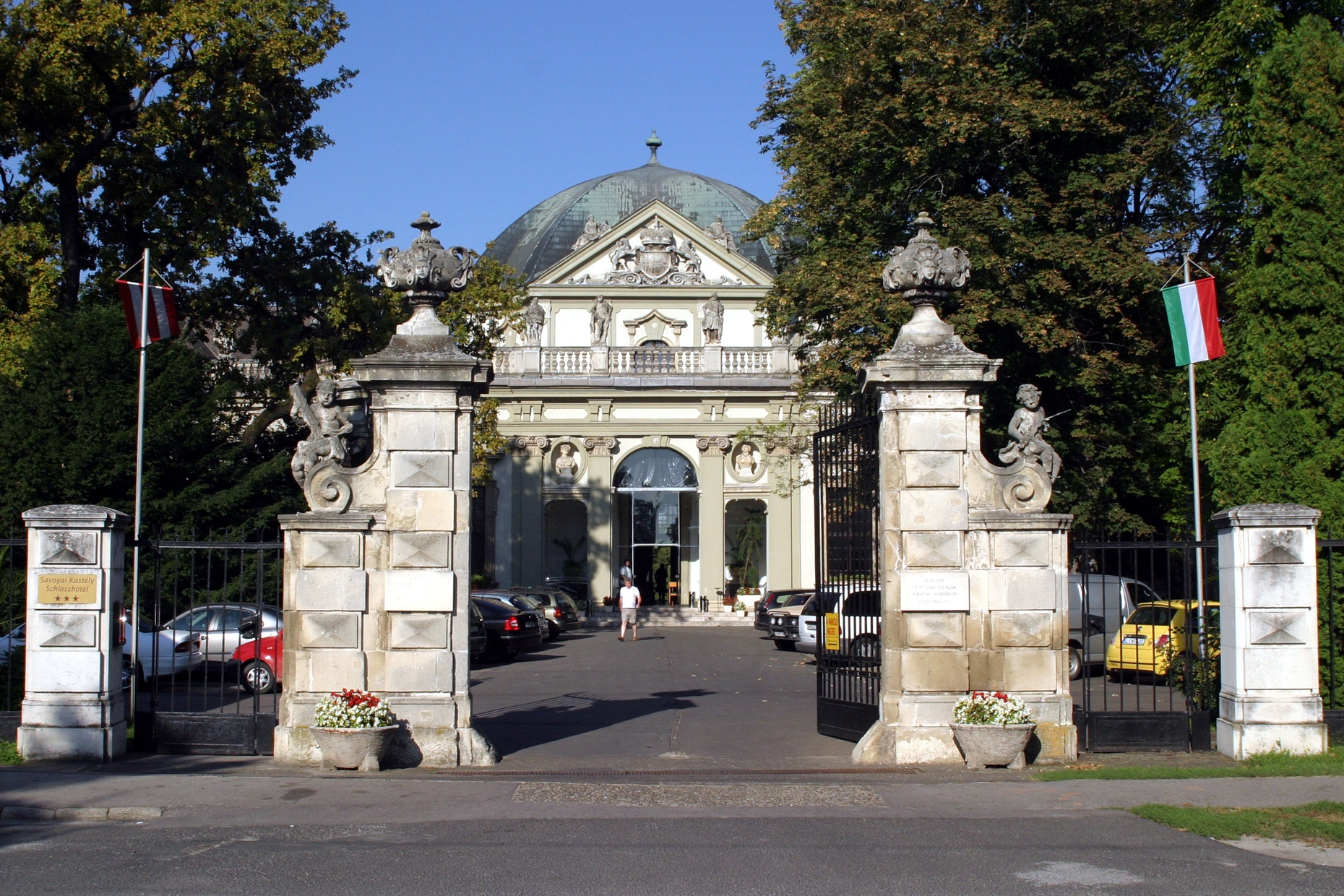
Castelo de Saboia
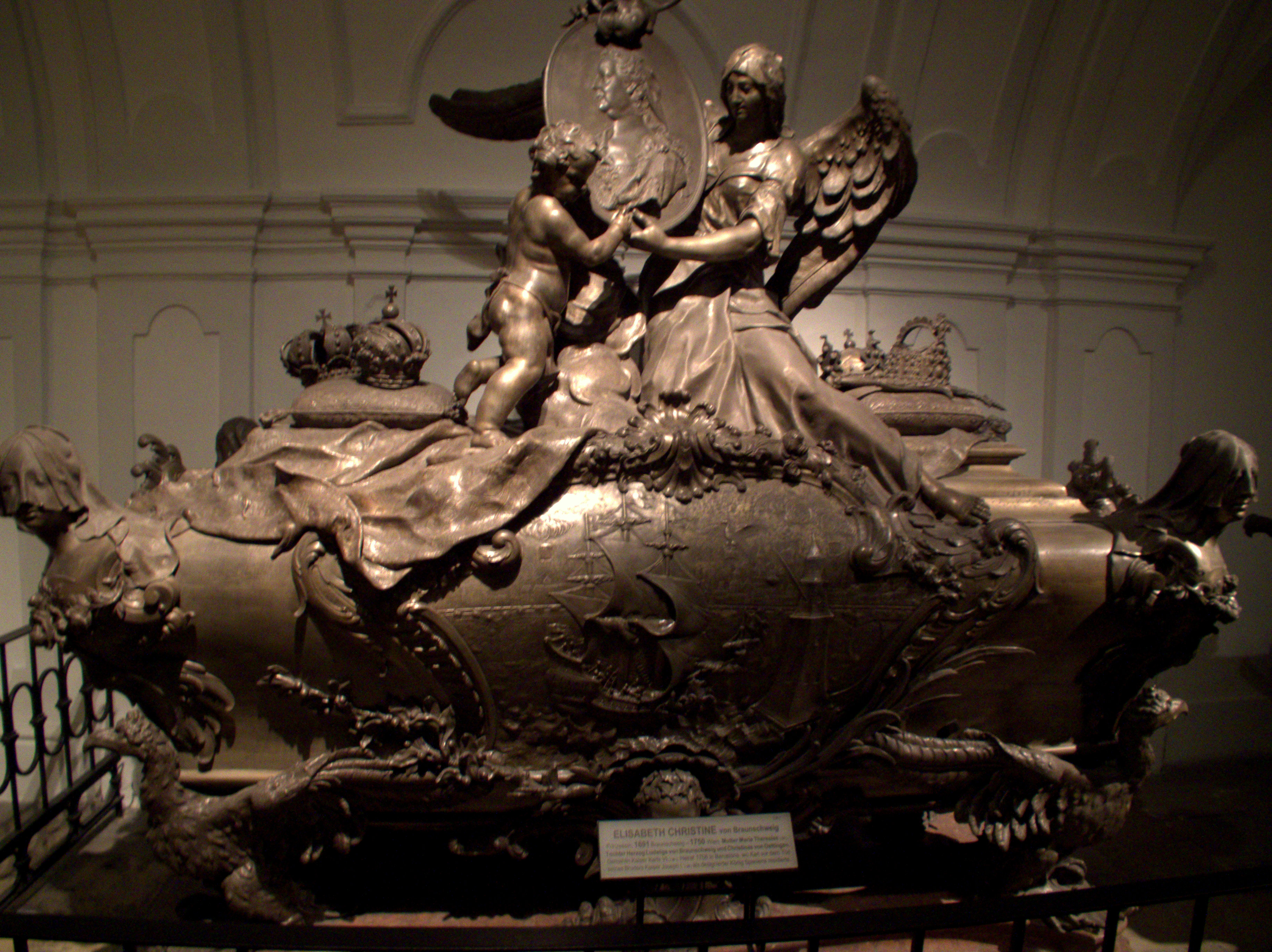
Cripta Imperial
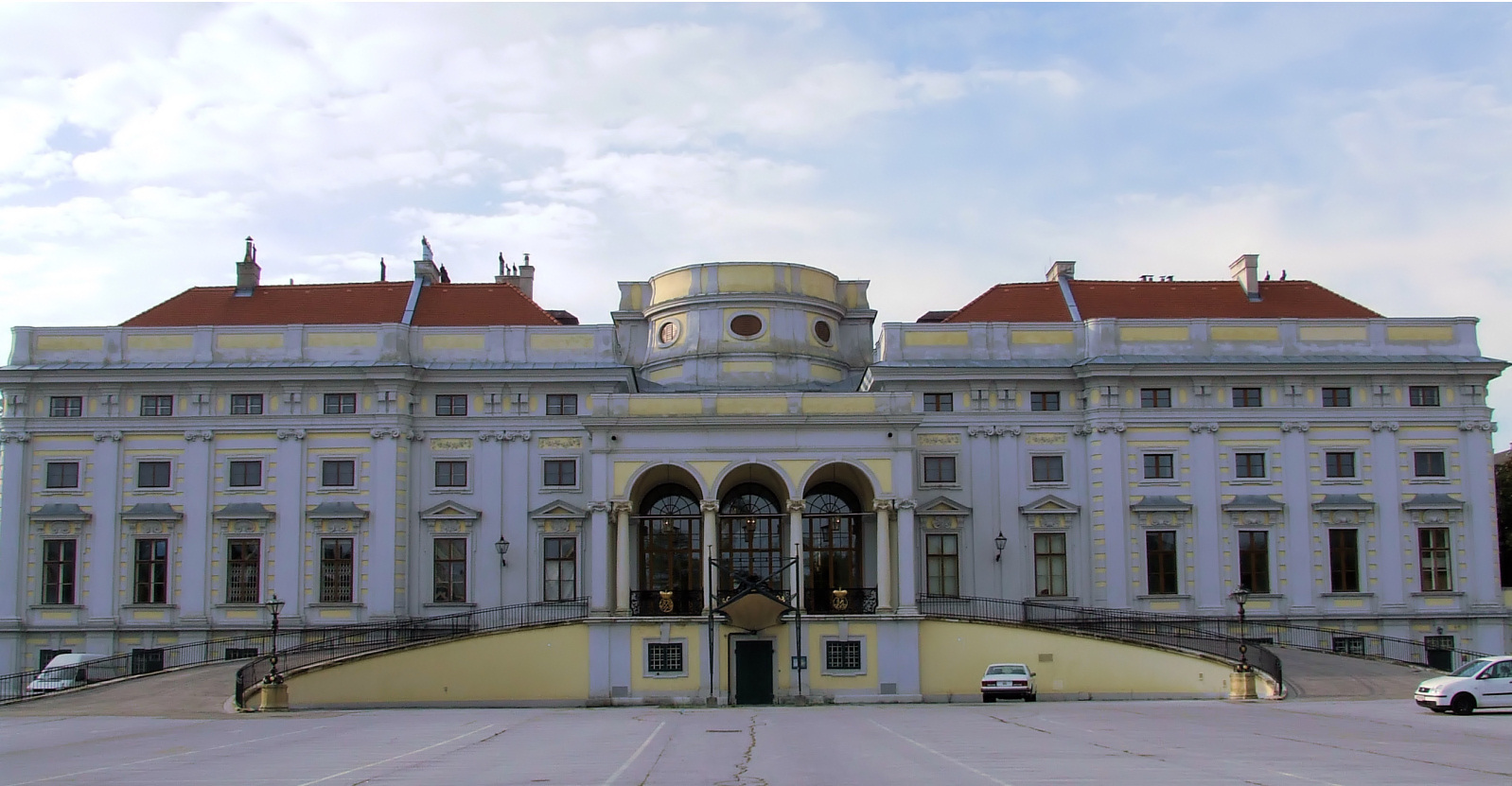
Palácio Schwarzenberg
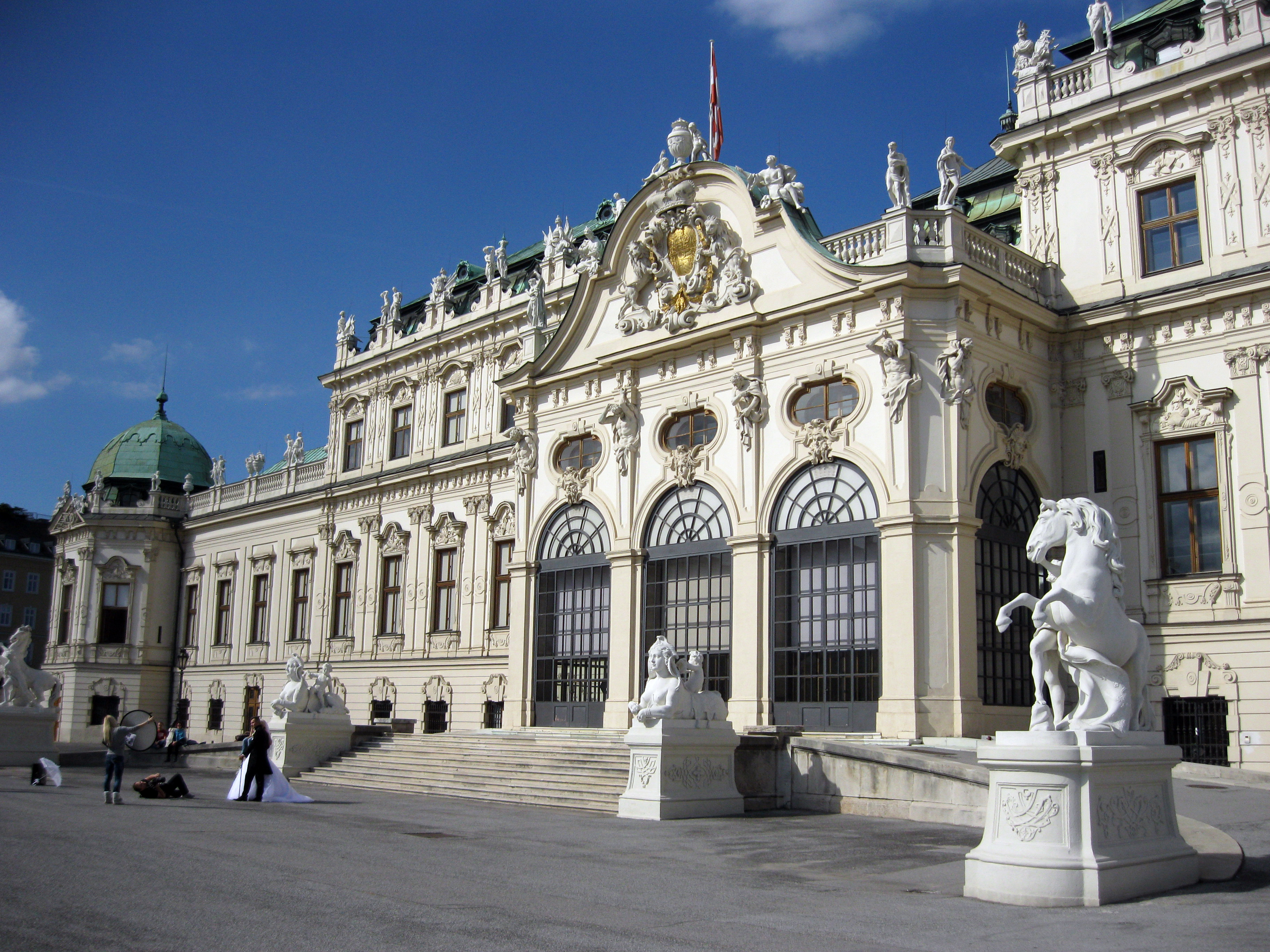
Fachada do Belvedere Superior
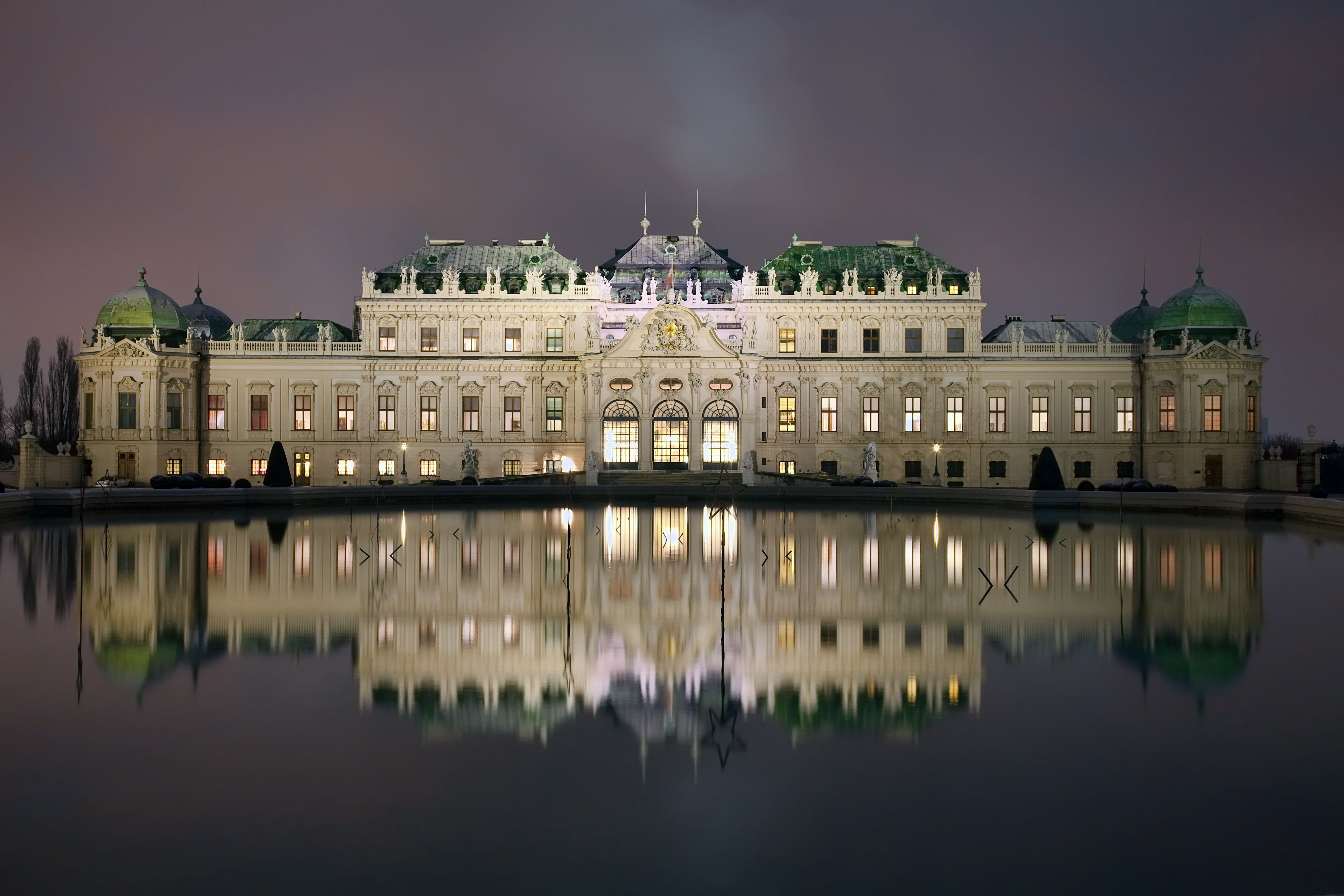
Belvedere Superior à noite
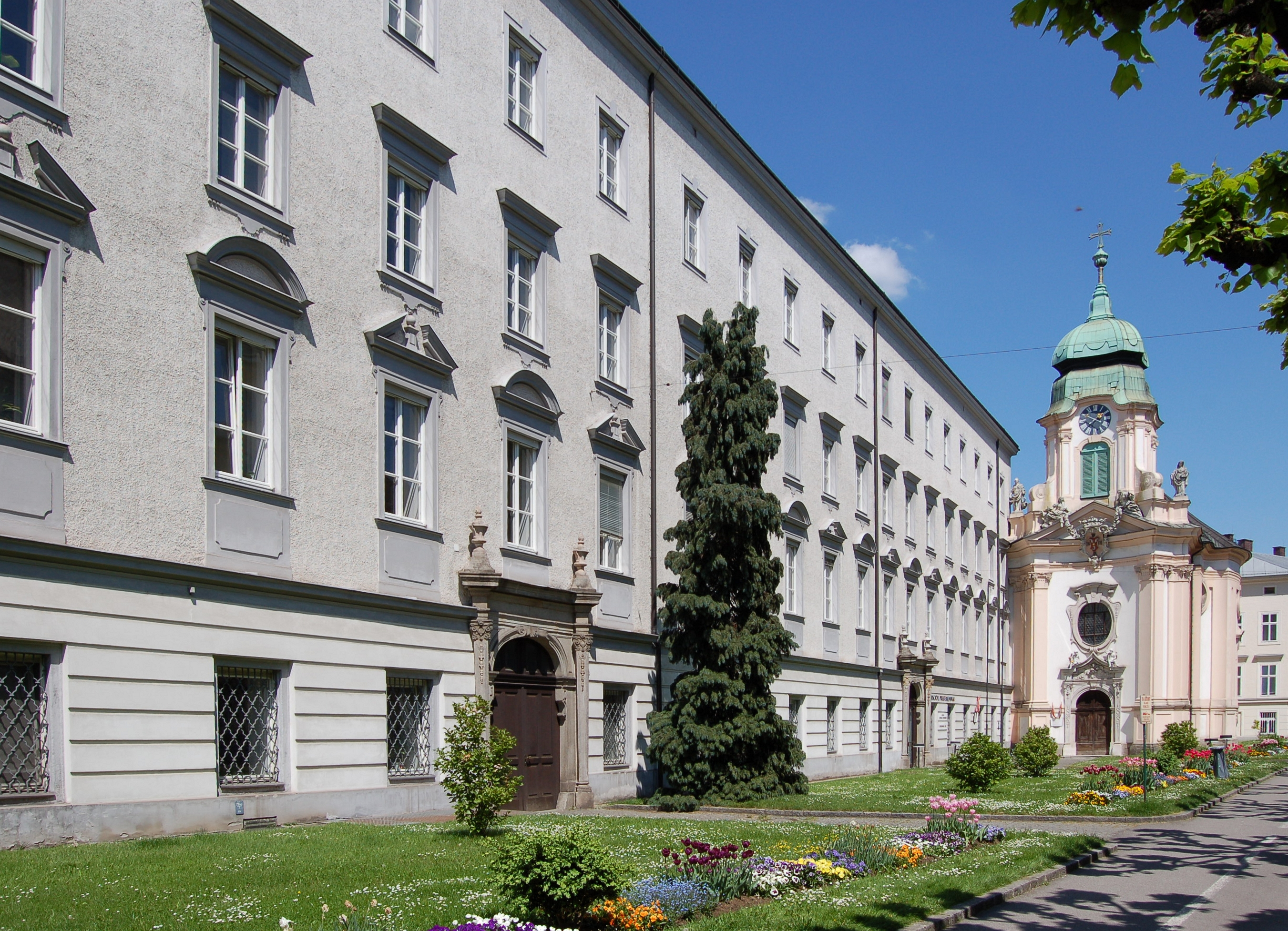
Priesterseminarkirch com Priesterseminar, Linz
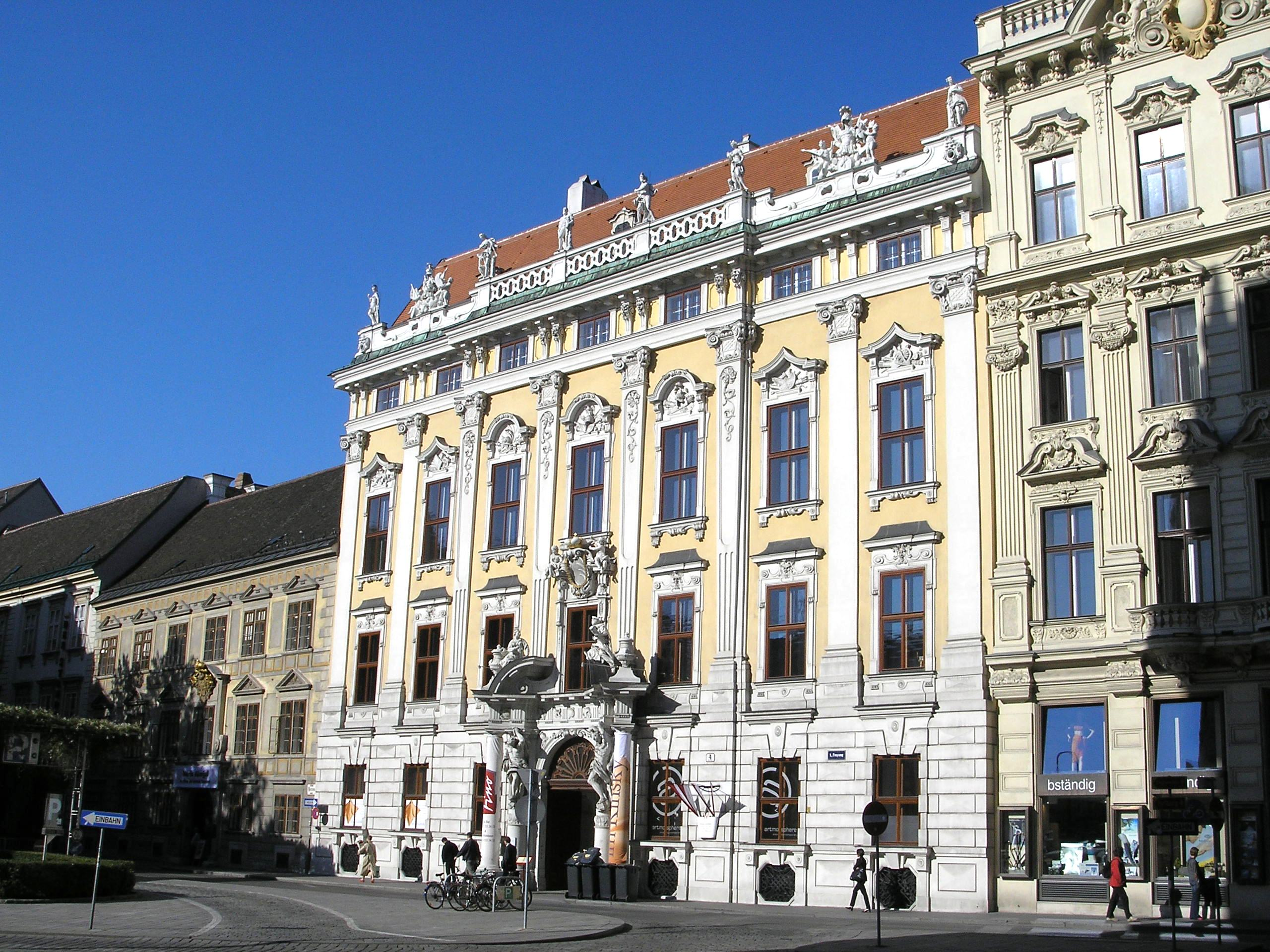
Palácio Kinsky
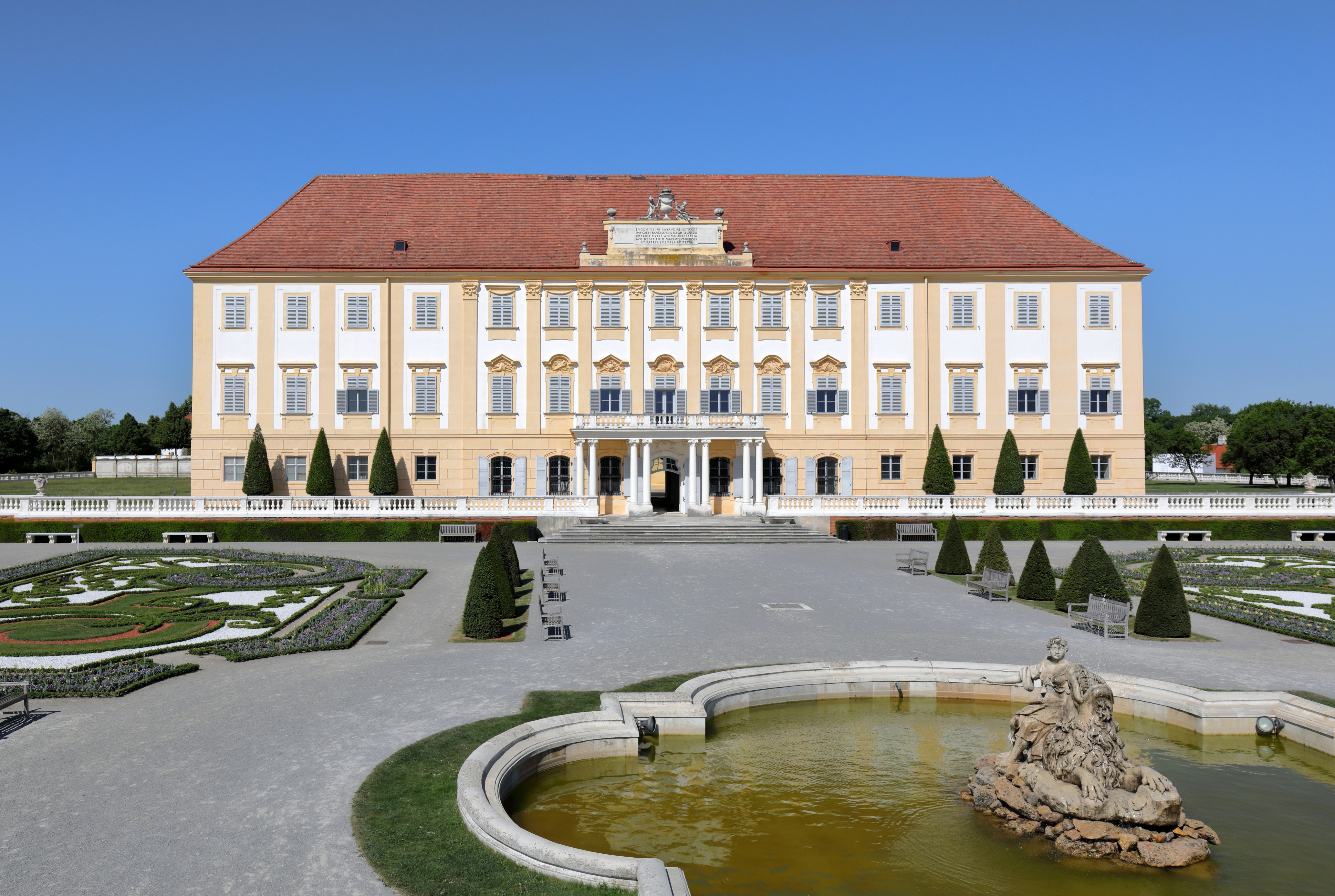
Schloss Hof
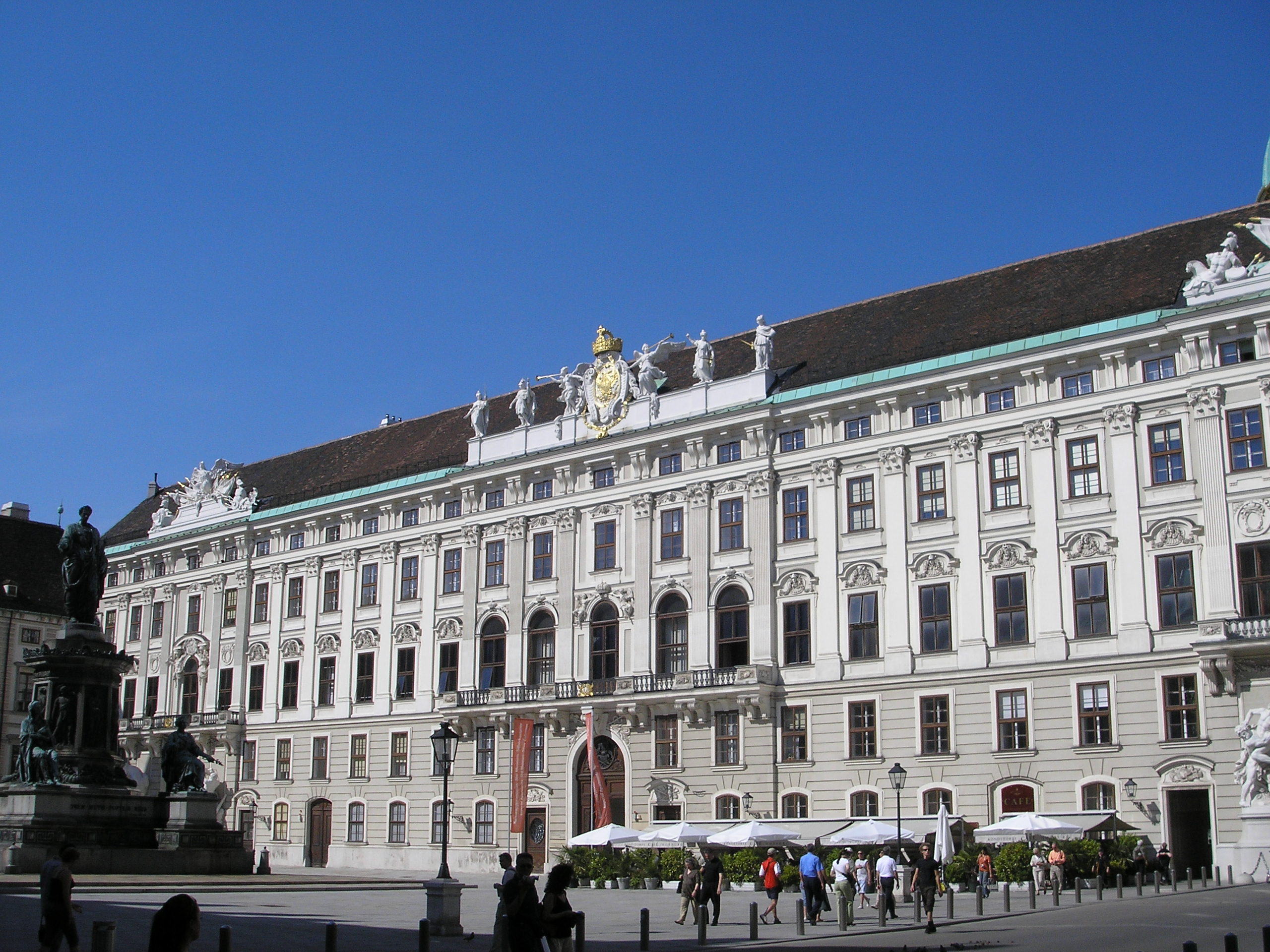
Palácio de Hofburg, Reichskanzleitrakt
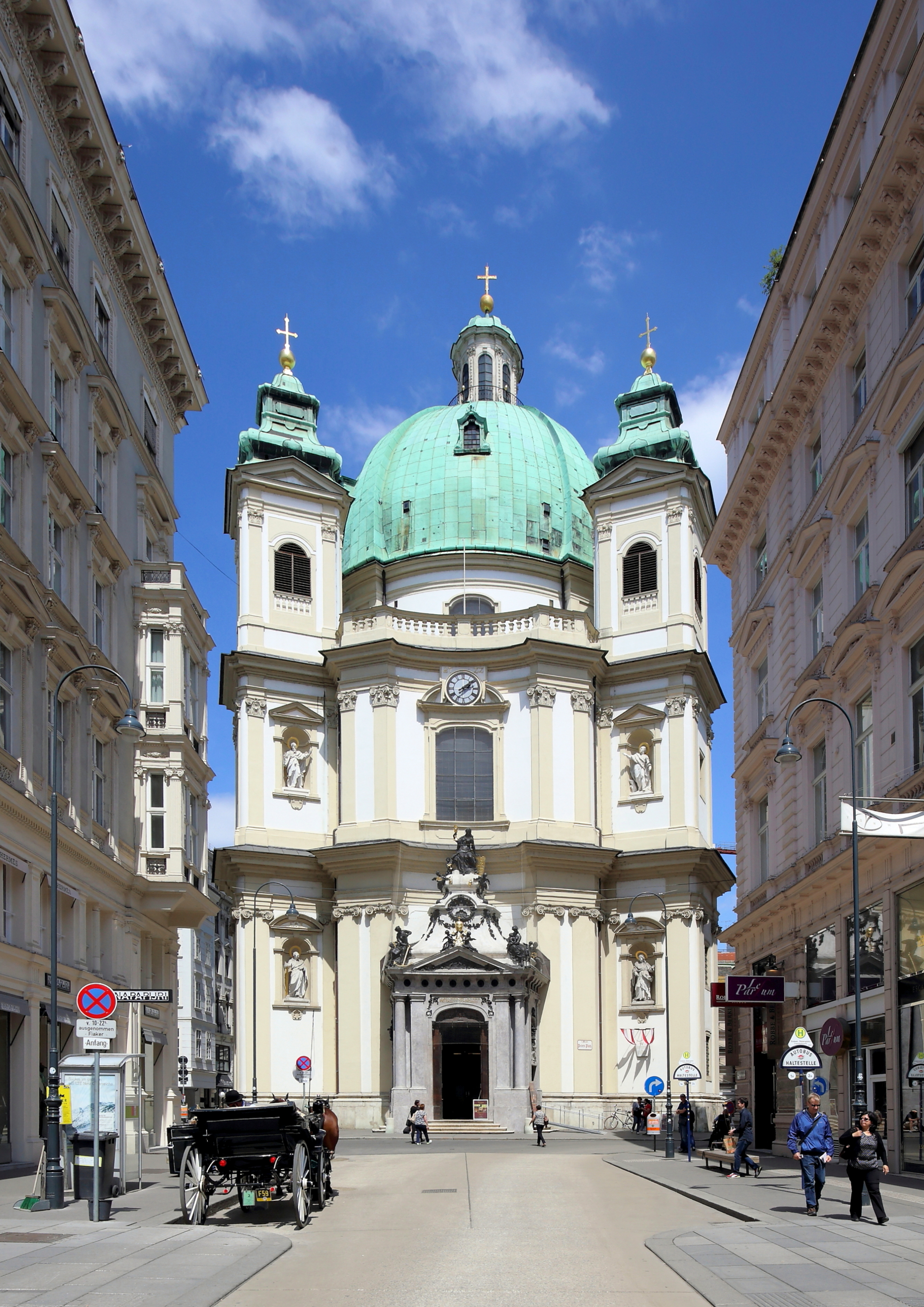
Igreja de São Pedro
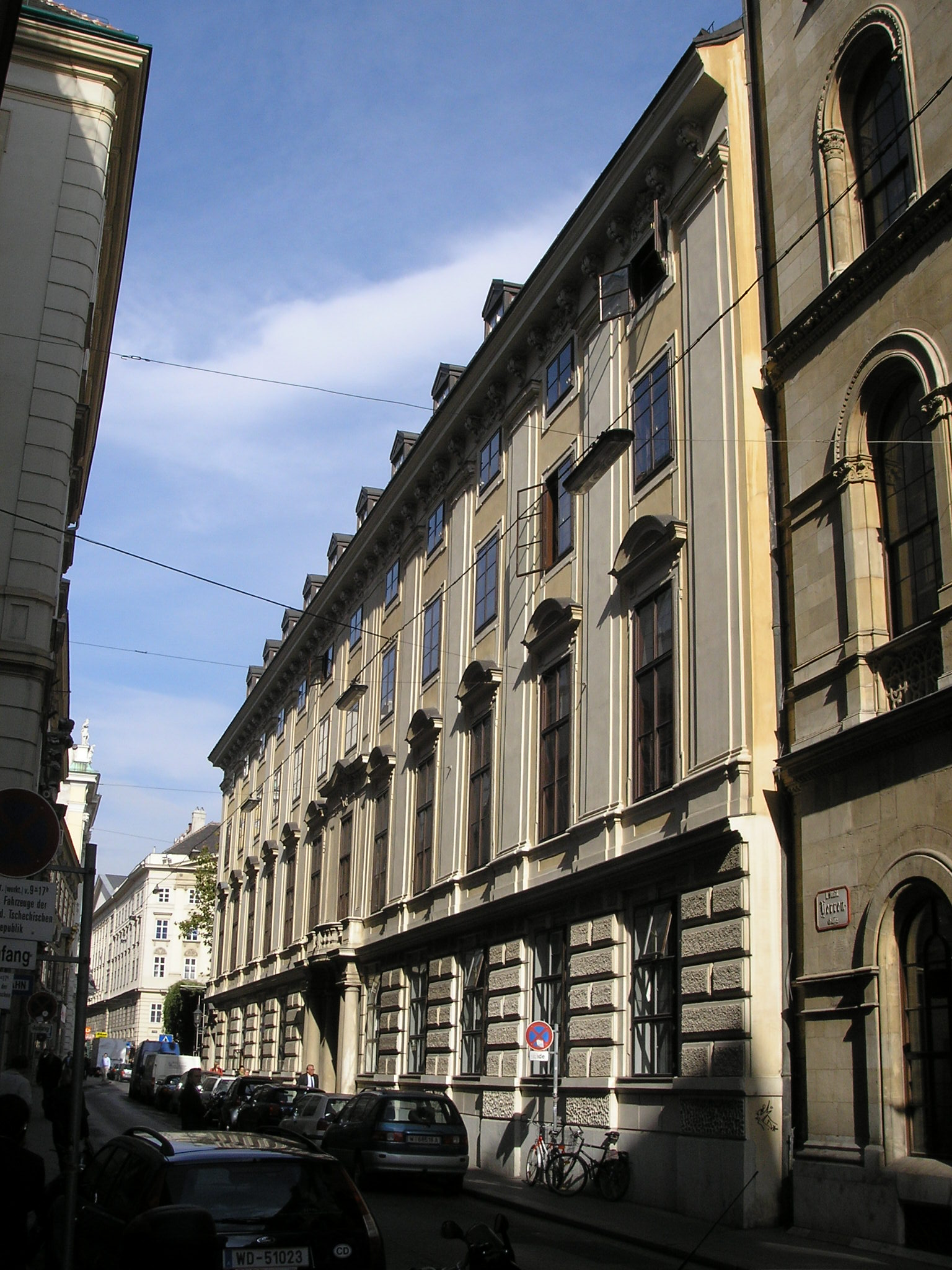
Palácio de Harrach
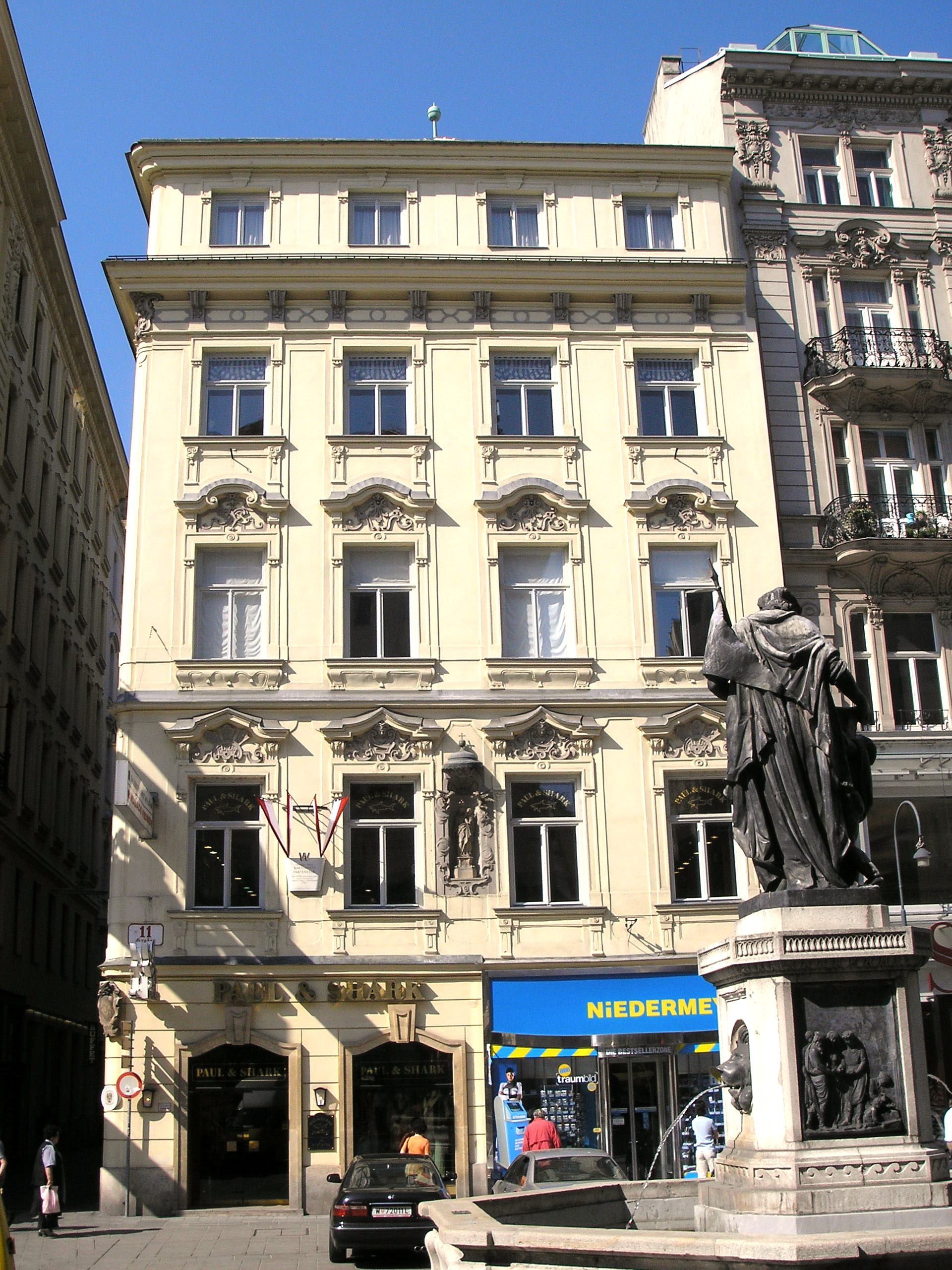
Palácio de Bartolotti-Partenfeld, Vienna
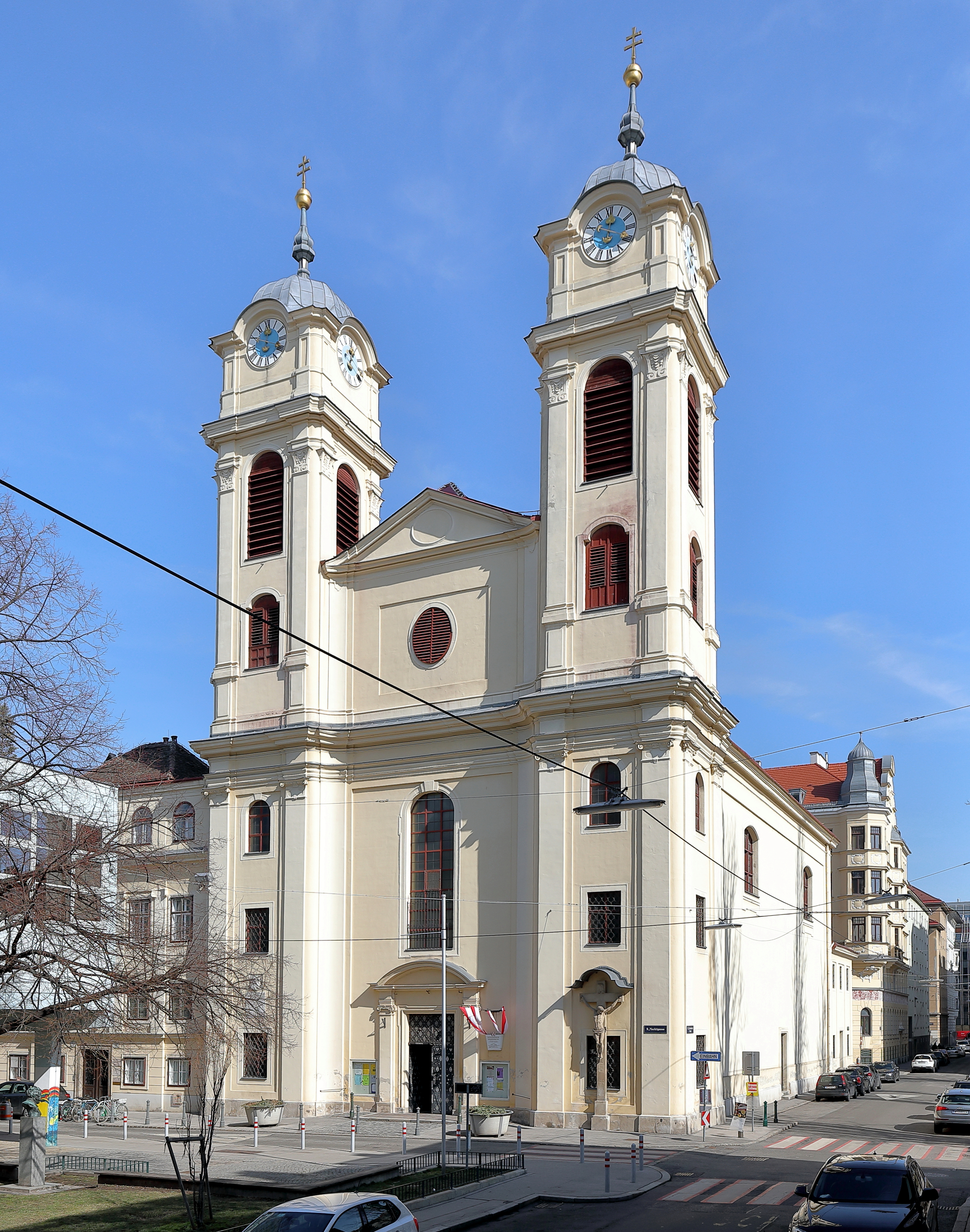
Pfarrkirche Lichtental